# جمال عمارة
جمال عمارة (1960 -) هو مبرمج كمبيوتر ومؤلف مصري.

## حياته ونشأته
ولد في عام  1960. مشهور بكتب البرمجة بلغة فيجوال بيسك وكتاب إلى القمة مع مايكروسوفت وورد 6.، درس في جامعة عين شمس، وتخرج من كلية الآداب عام 1982، وعين معيدا فيها عام تخرجه، سافر إلى الرياض بالمملكة العربية السعودية عام 1985 للعمل بكلية الملك فهد الأمنية، واستمر بها عشر سنوات، بدأ خلالها بتأليف كتب الكمبيوتر ونشرها عن طريق دار الميمان للنشر والتوزيع، كان أول كتاب له في البرمجة بلغة فيجوال بيسك باسم «برمجة ويندوز بفيجوال بيسيك»، كما قام بتأليف كتاب «إلى القمة مع مايكروسوفت وورد 6» الذي شرح فيه برنامج مايكروسوفت وورد الإصدار السادس على نظام ويندوز 3.1، وصفه المؤلف بقوله «هو أفضل كتبي على الإطلاق».

## مكتب الشرق الأوسط لعلوم الكمبيوتر
أسّس مكتب الشرق الأوسط لعلوم الكمبيوتر أواخر 1998، بالاتفاق مع مكتبة جرير على أن يختص المكتب بعملية ترجمة الكتب الأجنبية، بدأ المكتب بالاختصاص بكتب الكمبيوتر، ومع نشاط حركة الترجمة، بدأ المكتب بترجمة مختلف المجالات كالإدارة، والطب، وتحسين الذات.
من بين الكتب المترجمة التي تم نشرها في مكتب جرير:
- سلسلة «تبسيط» الملونة
- سلسلة «المرجع الكامل»
- سلسلة «في 21 يوماً»
- سلسلة «للمبتدئين»
- سلسلة «التعليم المهني»
- سلسلة «النجاح في العمل»
- سلسلة «العمل بذكاء»
- كتاب «كولتر يتحدث عن التسويق»

في حوار معه نشر في موقع إنترنت، هاجم عمارة بعض مستخدمي الإنترنت الذين يقومون بسرقة المحتويات الفكرية، وتوزيعها على مبدأ «لكي تعم الفائدة»، ووضح أنه مستعد لإنشاء موقع ويب تعليمي على غرار Lynda.com إلا أنه من بين العقبات التي يواجهها هي الموارد الضخمة، والقرصنة.

## اهتماماته وهواياته
بدأ اهتمام عمارة بالبرمجة عام 1982، واستخدم جهاز Texas Instruments 99A للبرمجة بلغة بيسك، حيث كانت اللغة الوحيدة المتوفرة عليه، يمارس لعبة الشطرنج وقت فراغه، كما يهوى التنس والمشي وركوب الدراجات والسباحة وصيد السمك.
بداية من 2015، بدأ جمال عمارة السفر حول العالم، وألّف خلاله رحلته سلسلة كتب «حكايات مرحة وتأملات».
السلسلة حاليًا تضم خمسة كتب
1. تايلند وماليزيا[2]
2. إندونيسيا وسريلانكا[3]
3. الصين[4]
4. أوروبا في 21 يومًا[5]
5. كوريا واليابان[6]

## وصلات خارجية
- الموقع الشخصي
- حوار مع جمال عمارة: «هذه ليلتي.. وحلم حياتي»، تركي العسيري